# 圣弥额尔堂 (帕绍)
圣弥额尔堂(德語：Kirche St. Michael)又名耶稣会教堂（Jesuitenkirche），是德国巴伐利亚帕绍一个罗马天主教教堂，建于17世纪，巴洛克风格。

## 历史

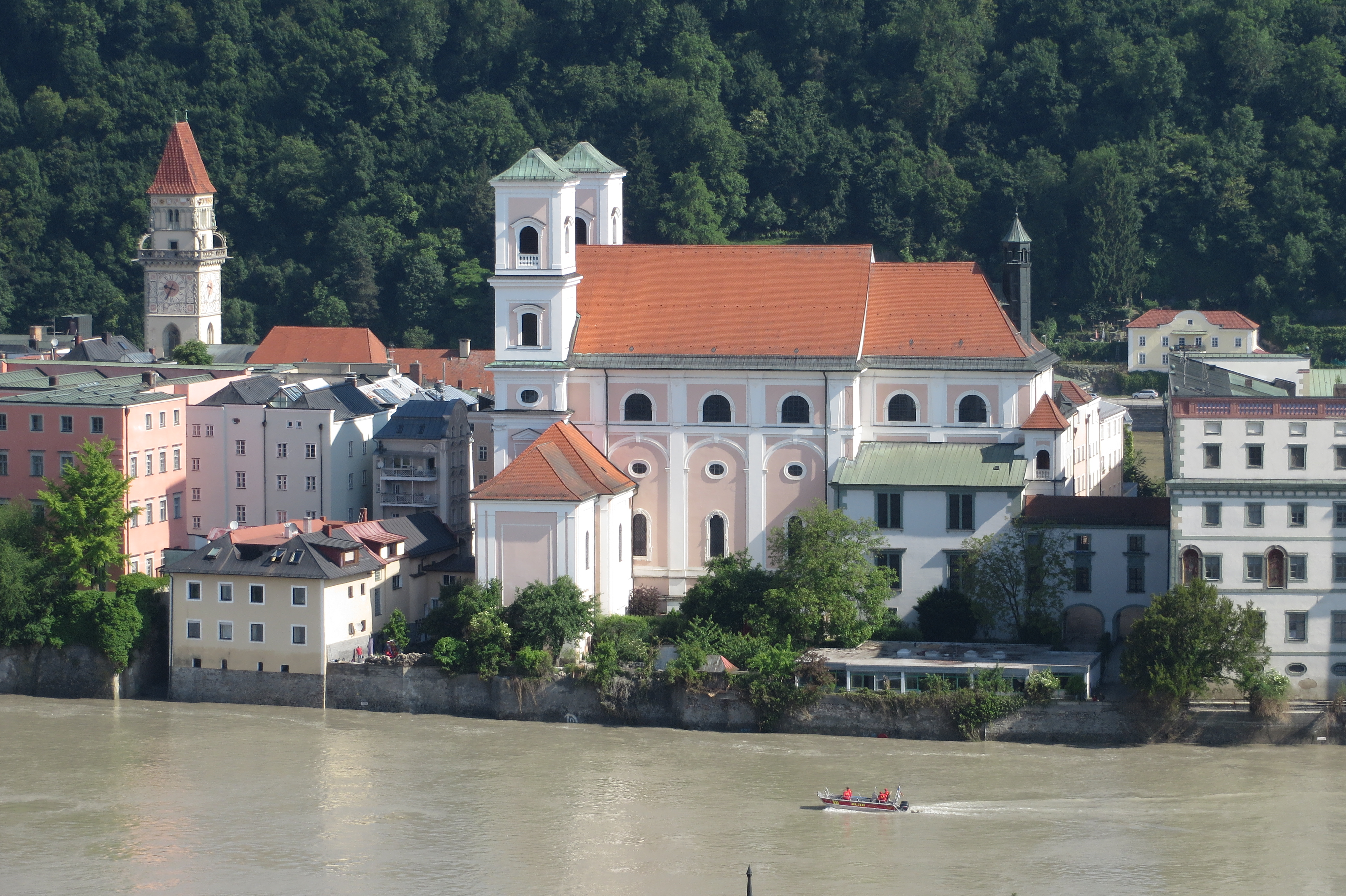
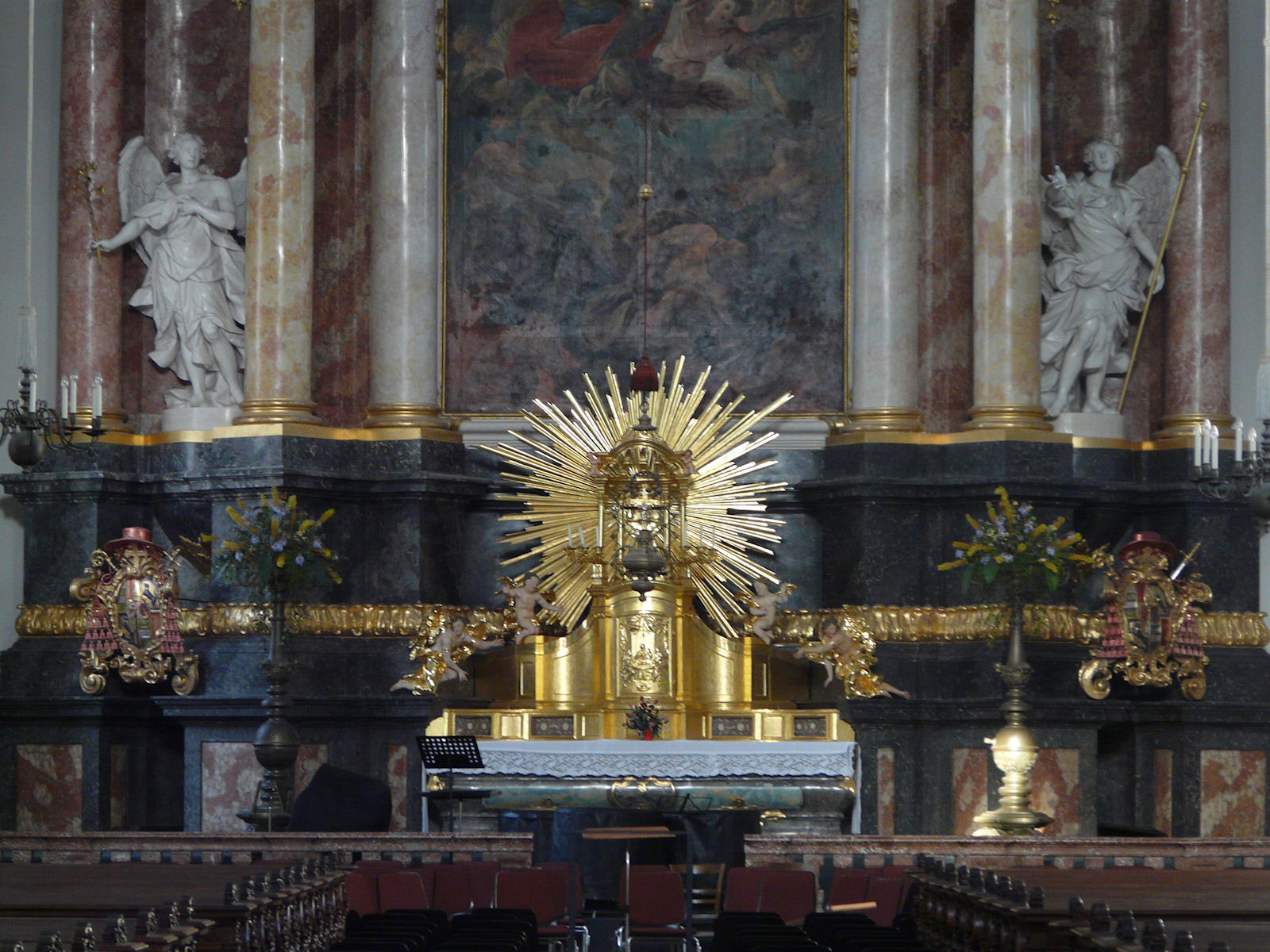
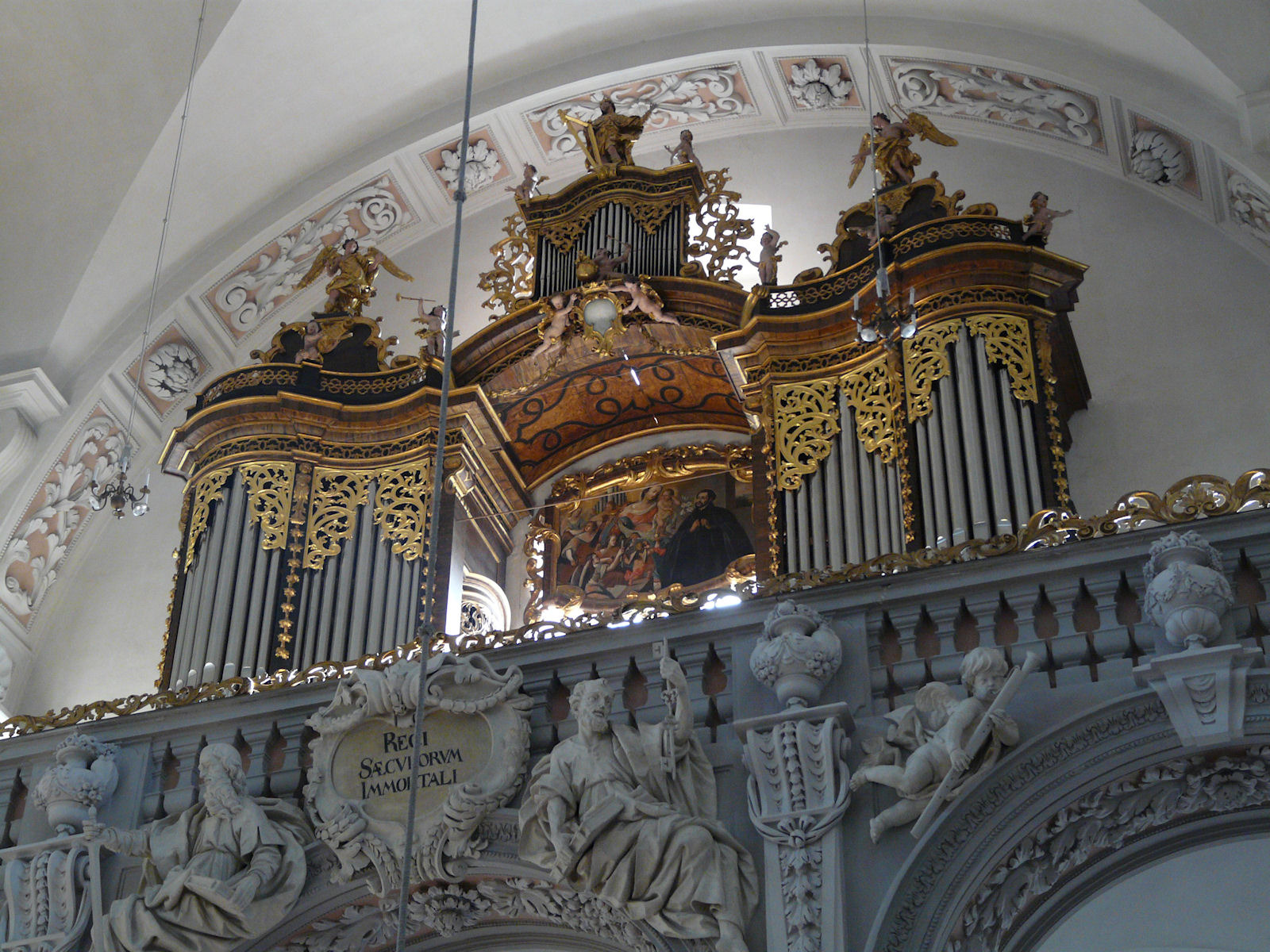
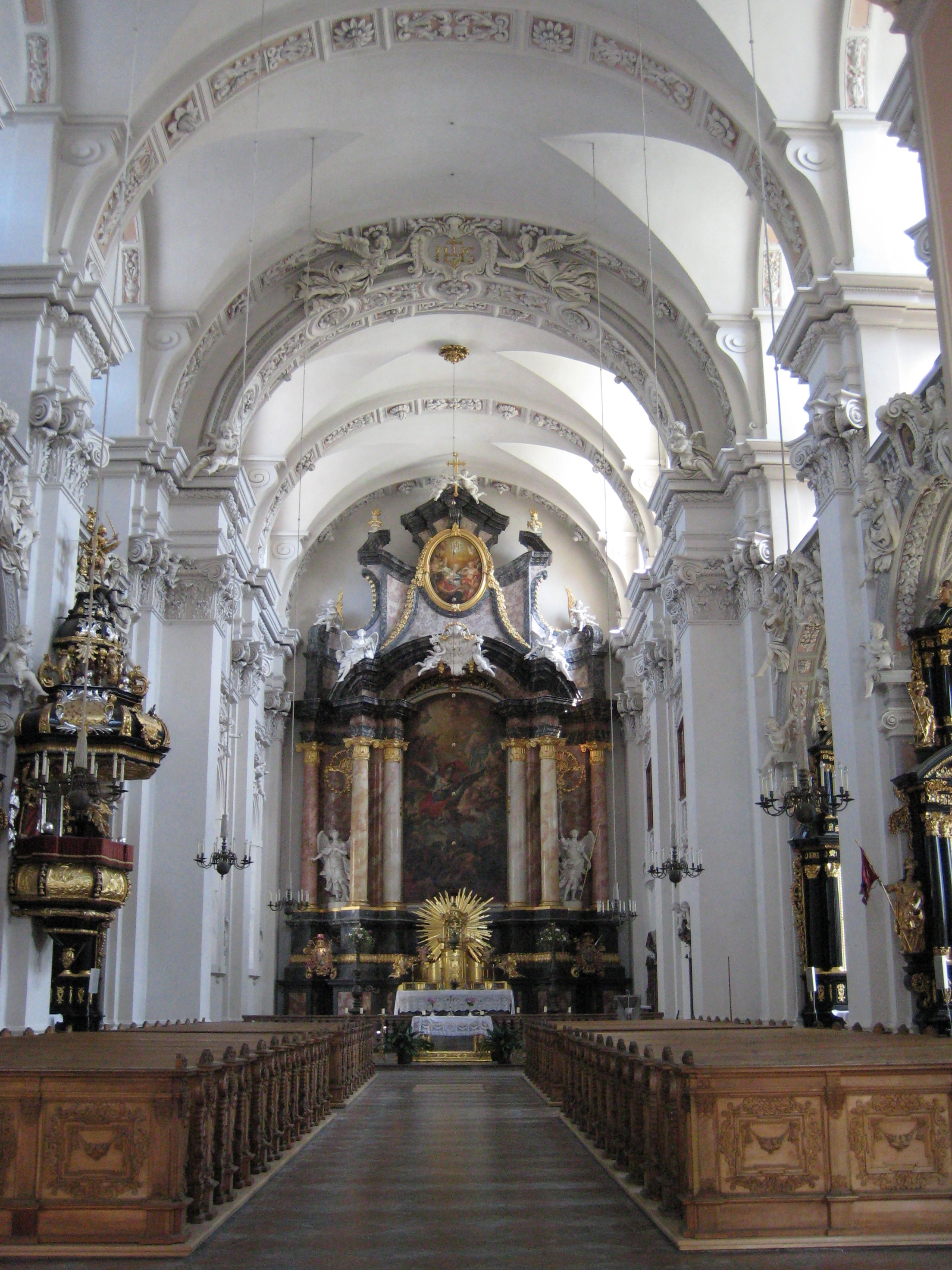
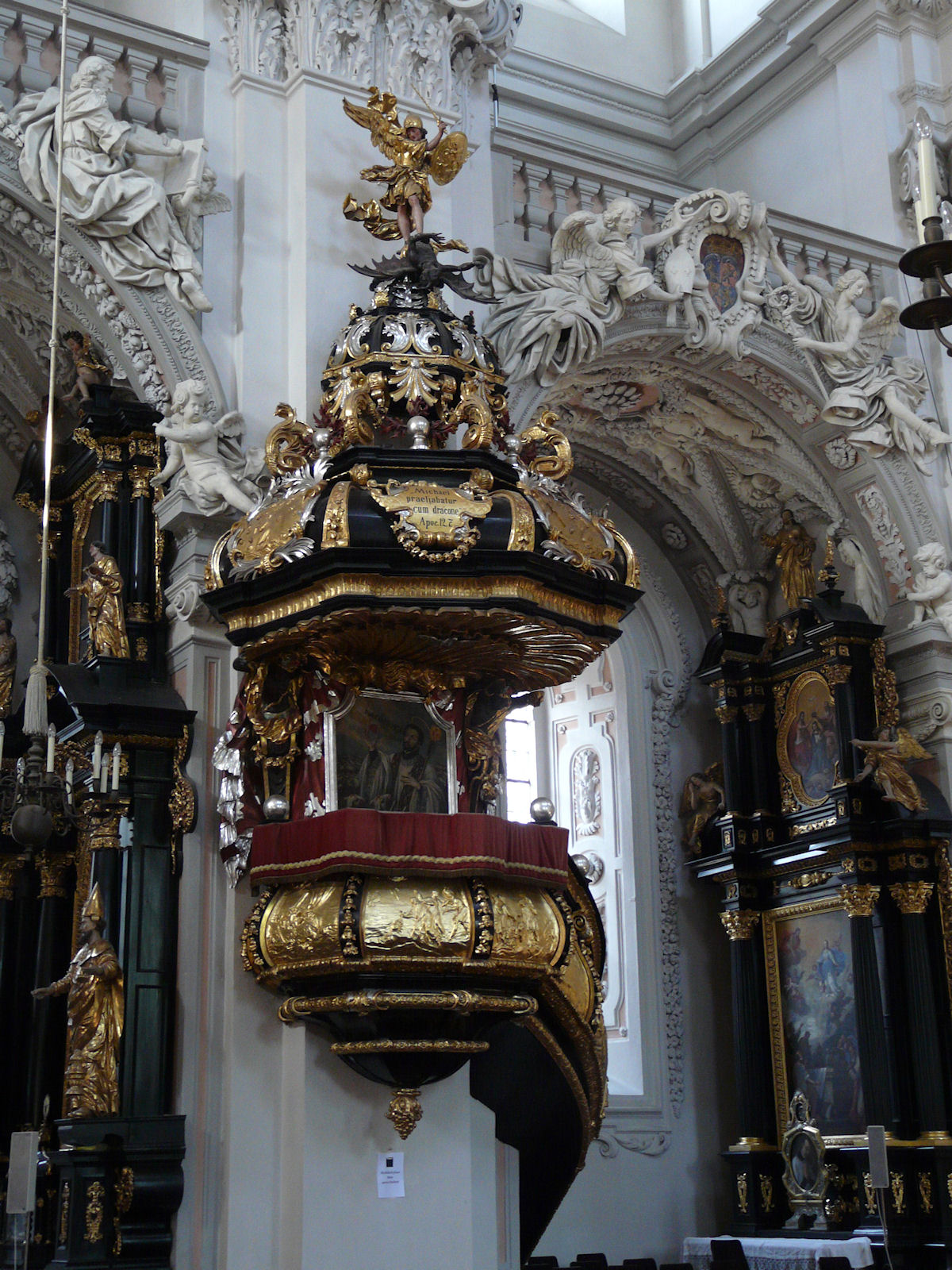
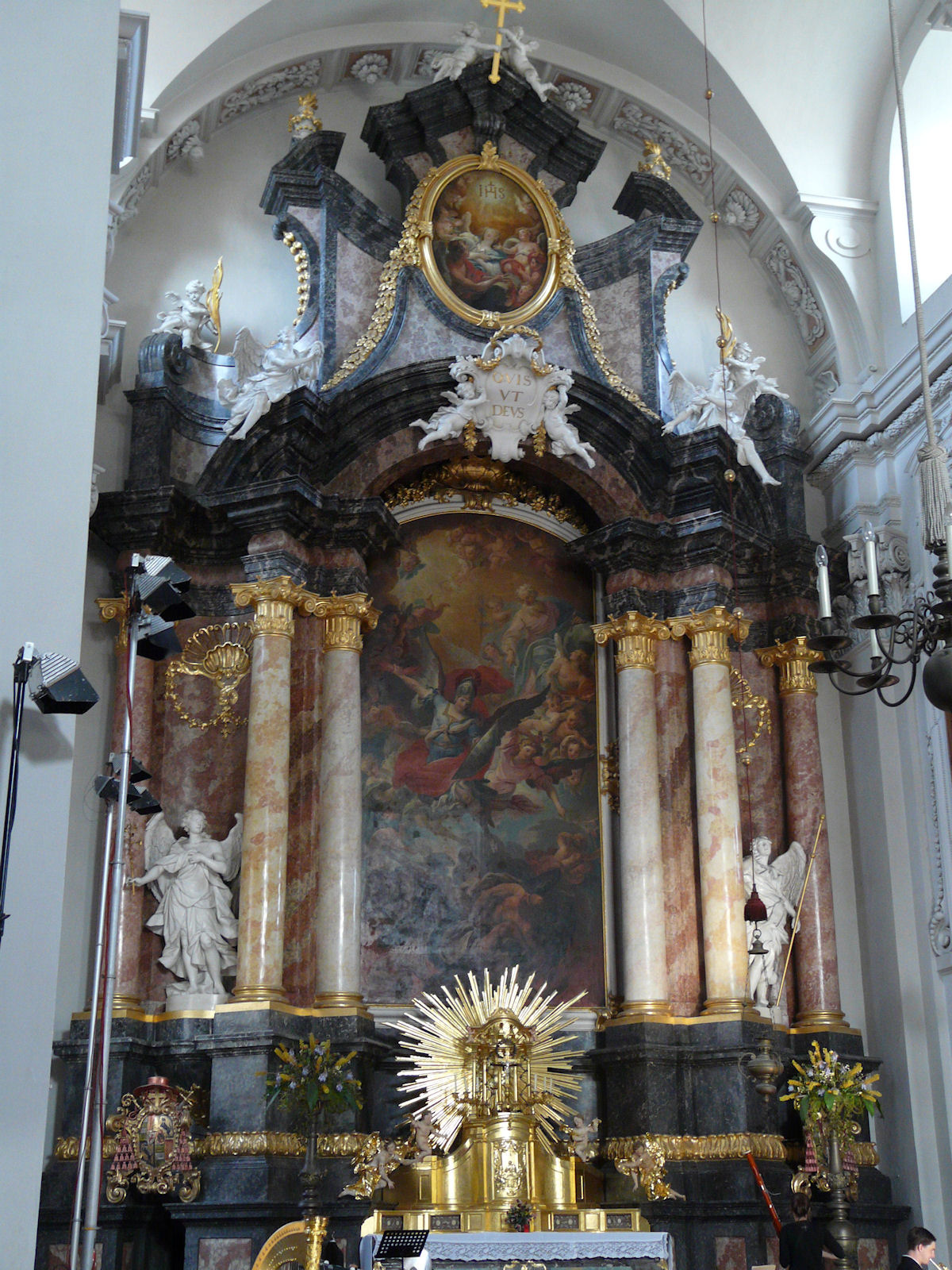

1611年，耶稣会由帕绍采邑主教利奥波德五世引进帕绍。他们建立了一所学院，同时兼作教区的神学院，直到1766年。
1612年，耶稣会建造了一座教堂，但毁于1662年的火灾。这次火灾烧毁了包括主教座堂在内的大半个城市。1665-1678年，耶稣会建造了圣弥额尔堂，设计者是林茨圣依纳爵堂的建筑师。
1773年，耶稣会被教宗取缔。采邑主教国也在1803年世俗化。。规模宏大的耶稣会学院改为预科学校。
今天，神学院大楼设有帕绍大学的天主教神学系。
该教堂和毗邻的学院均为典型的意大利风格。

## 延伸閱讀
- Fennessy, Peter. . Manresa Jesuit Retreat House. 2013  [2013-12-05]. （原始内容存档于2016-03-04）.
- Fromm, Joseph. . 8 April 2013  [2013-12-06]. （原始内容存档于2016-03-04）.
- . Passau.de.   [2013-12-06].[永久]}
- . Passau.de.   [2013-12-06].[永久]}
- Killy, Walther. . Walter de Gruyter. 2005-01-01  [2013-12-06]. ISBN 978-3-11-096630-5.
- . American bk. exc. 1881  [2013-12-06].
- Murray, John. . John Murray. 1837: 95  [2013-12-06].
- Vogel, Christine. . 2010-12-03  [2013-12-06].